# Van Waterschoot van der Gracht
Van Waterschoot van der Gracht is een Nederlandse familie.

## Geschiedenis
De familie kent haar oorsprong in Nederland in Schiedam maar zou volgens familie-overlevering afstammen van het Belgische geslacht Van der Gracht. Gezien het laatste kreeg dr. Jacobus van Waterschoot (1759-1853) in 1817 het recht zich te noemen Van Waterschoot van der Gracht, een naam die vervolgens zijn nageslacht zou dragen.
In 1912 werd het opgenomen in het genealogische naslagwerk Nederland's Patriciaat.

## Bekende telgen
dr. Jacobus van Waterschoot (vanaf 1817: Van Waterschoot van der Gracht) (1759-1853), medisch dr.
- mr. Cornelius Joannes Van Waterschoot van der Gracht (1794-1869), advocaat
- Wilhelmus Joannes Cornelius van Waterschoot van der Gracht (1802-1879), onder andere wethouder te Beverwijk, lid van Provinciale Staten van Noord-Holland
  - Jacobus Josephus Wilhelmus van Waterschoot van der Gracht (1841-?), oud-lid gemeenteraad van Beverwijk
  - Mr. Walther Simon Joseph van Waterschoot van der Gracht (1845-1921), Nederlands advocaat, notaris en politicus
    - Willem van Waterschoot van der Gracht (1873-1943), mijnbouwkundige
      - Gisèle van Waterschoot van der Gracht (1912-2013), kunstenares; trouwde in 1957 met Arnold Jan d'Ailly (1902-1967), oud-burgemeester van Amsterdam

    - Maria Elisabeth Jacoba Theodora van Waterschoot van der Gracht (1879); trouwde in 1902 met mr. Gerardus Antonius Paulus Maria van der Aa (1871-1916), advocaat en procureur, lid van de familie Van der Aa

Geslachten die opgenomen zijn in het sinds 1910 verschijnende genealogische naslagwerk Nederland's Patriciaat. Lijst volgens opgave van het CBG Centrum voor familiegeschiedenis.
A · B · C · D · E · F · G · H · I · J · K · L · M · N · O · P · Q · R · S · T · U · V · W · Y · Z